# Rodrigo (football, 1973)
Pour les articles homonymes, voir Rodrigo.
Rodrigo José Queiroz Chagas dit Rodrigo est un ancien footballeur international brésilien, né le 19 mars 1973 à Rio de Janeiro. Il évoluait au poste d'arrière droit.

## Biographie

### En club
Rodrigo participe à deux reprises à la Copa Libertadores, en 1999 avec les Corinthians et en 2003 avec Paysandu. Il dispute un total de 12 matchs dans cette compétition.
Il joue 27 matchs en Bundesliga avec le club du Bayer Leverkusen.

### En sélection
Rodrigo obtient trois sélections avec le Brésil, lors de matchs amicaux. 
En 1995, il est retenu par le sélectionneur Mário Zagallo afin de disputer la Copa América 1995. Si le Brésil échoue en finale, Rodrigo ne prend part à aucune rencontre durant la compétition.
Il joue ses deux premiers matchs avec le Brésil contre le Japon et la Corée du Sud, lors d'une tournée en Asie en août 1995. Sa troisième et dernière sélection intervient lors d'une victoire (1-0) en déplacement contre l'Argentine en novembre 1995.

## Palmarès
- Vitória
  - Champion de l'État de Bahia en 1992 et 1995.

- SC Corinthians
  - Champion du Brésil en 1998.
  - Champion de l'État de Sao Paulo en 1997.

- Cruzeiro
  - Vainqueur de la Coupe du Brésil en 2000.

- Brésil
  - Finaliste de la Copa América 1995.